# Marmosops
Marmosops är ett släkte i familjen pungråttor som förekommer i Central- och Sydamerika.

## Utseende
Arterna liknas möss i utseende men är inte släkt med dem. De tillhör infraklassen pungdjur men honor saknar pung (Marsupium). Pälsen har på ovansidan en grå eller brun färg och är på buken ljusare, ofta vitaktig. Kring ögonen finns en mörk ring. Honor har nio spenar. I motsats till släktet Thylamys kan de inte lagra fett i svansen före den kalla årstiden. De når en kroppslängd mellan 9 och 16 cm och därtill kommer en 11 till 22 cm lång svans. Vikten varierar mellan 25 och 85 gram.

## Arter och utbredning
Arterna räknades ursprungligen till släktet dvärgpungråttor (Marmosa) men de flyttades till ett eget släkte. Släktet utgörs av 9 till 15 arter.
- Marmosops bishopi hittas i centrala Sydamerika.
- Marmosops cracens lever i nordvästra Venezuela.
- Marmosops dorothea förekommer i Bolivia.
- Marmosops fuscatus hittas i östra Colombia, västra Venezuela och Trinidad.
- Marmosops handleyi är bara känd från en enda individ från centrala Colombia.
- Marmosops impavidus förekommer från Panama till norra Sydamerika.
- Marmosops incanus finns i östra och sydöstra Brasilien.
- Marmosops invictus är endemisk för Panama.
- Marmosops neblina hittas i nordvästra Sydamerika.
- Marmosops noctivagus lever i Amazonområdet.
- Marmosops parvidens förekommer i norra och centrala Sydamerika.
- Marmosops paulensis finns i sydöstra Brasilien.
- Marmosops pinheiroi lever i nordöstra Sydamerika.

## Ekologi och hot
Dessa pungråttor lever i fuktiga skogar i låglandet och i bergstrakter. De är främst aktiva på natten och vistas vanligen på träd. Födan utgörs av insekter och frukter. Honor föder ungefär sju ungar per kull.
Arterna jagas inte men de hotas av habitatförstörelse. IUCN listar 15 arter i släktet. Marmosop handleyi listas som akut hotad (CR) flera med kunskapsbrist (DD) och de flesta som livskraftiga (LC).